# Blaesoxipha stackelbergi
Blaesoxipha stackelbergi är en tvåvingeart som beskrevs av Yu. G. Verves 1993. Blaesoxipha stackelbergi ingår i släktet Blaesoxipha och familjen köttflugor. Inga underarter finns listade i Catalogue of Life.